# Бозойський сільський округ (Шалкарський район)
Бозо́йський сільський округ (каз. Бозой ауылдық округі, рос. Бозойский сельский округ) — адміністративна одиниця у складі Шалкарського району Актюбінської області Казахстану. Адміністративний центр та єдиний населений пункт — село Бозой.
Населення — 2859 осіб (2021; 2653 у 2009, 3116 у 1999, 3306 у 1989).
Станом на 1989 рік існувала Бозойська сільська рада (село Бозой), село Канбакти перебувало у складі Сарибулацької сільради, село Южне — у складі Айшуацької сільради. 2023 року було ліквідовано село Коянкулак.

## Склад
До складу округу входять такі населені пункти:
| Населений пункт | Колишні назви | Населення, осіб (1989) | Населення, осіб (1999) | Населення, осіб (2009) | Населення, осіб (2021) |
| --------------- | ------------- | ---------------------- | ---------------------- | ---------------------- | ---------------------- |
| Бозой, село     | -             | 2240                   | 2530                   | 2349                   | 2650                   |
| Канбакти, село  | -             | 658                    | 360                    | 173                    | 185                    |
| Коянкулак, село | Южне          | 408                    | 226                    | 131                    | 24                     |